# Петруский, Рышард
Рышард Петруский (пол. Ryszard Pietruski) — польский актёр театра и кино, сценарист. Родился 7 октября 1922 года (Вышецино, Вейхеровский повят, Поморское воеводство), умер 14 сентября 1996 года (Варшава)

## Избранная фильмография

#### актёр
- 1956 — Три женщины — шофёр
- 1958 — Пепел и алмаз — рабочий
- 1958 — Таблетки для Аурелии — Михаляк
- 1959 — Место на земле — милиционер
- 1959 — Увидимся в воскресенье — Фелек
- 1960 — Никто не зовёт — Зыгмунт
- 1960 — Общая комната —  Мецек Стуконис, брат Зыгмунта
- 1960 — Пиковый валет — хозяин кинотеатра
- 1960 — Счастливчик Антони — представитель Министерства Культуры
- 1960 — Цена одного преступления — Владислав Забельский
- 1961 — Два господина N — сержант Ягельский
- 1961 — Дорога на запад — Задора, солдат
- 1962 — Гангстеры и филантропы — Алойзы Суперата, директор ресторана
- 1963 — Особняк на Зелёной — Адам
- 1963 — Кодовое название «Нектар» — Струць, компаньон Фагаса
- 1963 — Крещённые огнём — Баруда, офицер госбезопасности
- 1963 — Барышня в окошке — трактирщик
- 1964 — Загонщик — Яворек
- 1964 — Закон и кулак — Вияс
- 1964 — Барбара и Ян (телесериал) — глава банды (только в серии 2)
- 1965 — Лекарство от любви — «восемнадцатый», член банды
- 1965 — Остров преступников — Кароль, фотограф-любитель
- 1965 — Пепел — перевозчик на реке
- 1966 — Где третий король? — Кароль Вилчкевич, заместитель Янаса
- 1966 — Барьер — официант в трактире
- 1967 — Худой и другие — Прыщавый
- 1967 — Долгая ночь — полицейский Васяк
- 1967 — Отец — участник совещания у отца Зенобия
- 1968 — Последний после бога — Кравчик, прокурор
- 1968 — Волчье эхо — Лыцар
- 1968 — Привет, капитан — сотрудник милиции
- 1968 — Ставка больше, чем жизнь (телесериал) — лейтенант Льюис (только в серии 18)
- 1969 — Игра — жених
- 1969 — Новый — фотограф
- 1969 — Человек с ордером на квартиру — страховой агент
- 1969 — Охота на мух — хозяин оранжереи в Непоренце
- 1970 — Доктор Эва (телесериал) — Стефан Братковский, механик
- 1970 — Кристалл — Александер Валенцяк, отец Казика
- 1970 — Дятел — директор универсама
- 1970 — Рейс — капитан
- 1970 — Локис — кучер
- 1971 — Нюрнбергский эпилог — Эрнст кальтенбруннер
- 1972 — Путешествие за улыбку — директор дома отдыха
- 1973 — Чёрные тучи (телесериал) — Кацпер Пильх
- 1974 — Первый правитель (Гнездо) — Дерван
- 1974-1977 — Сорокалетний — директор Метек Поврозьны
- 1976 — Брюнет вечерней порой — Кремпак
- 1977 — Все и никто / Wszyscy i nikt
- 1979 — Голем — агент, прикидывающийся трубочистом
- 1984 — Уличная жаровня — директор фабрики щёток
- 1983 — Альтернативы 4 — представитель жилищного кооператива
- 1991 — Шведы в Варшаве — Пётр Рафалович
- 1991 — Сейшелы — оперный певец
- 1993 — Лучше быть красивой и богатой — директор фабрики

#### сценарист
- 1964 — Волчий билет, режиссёр: Антони Бохдзевич
- 1967 — Отец, режиссёр: Ежи Гофман
- 1970 — Кристалл, режиссёр: Юлиан Дзедзина
- 1970 — Бумажник, режиссёр: Юлиан Дзедзина
- 1971 — Визит, режиссёр: Юлиан Дзедзина
- 1973 — Чёрные тучи (телесериал), режиссёр: Анджей Кониц

## Признание
- Кавалер Ордена Возрождения Польши (1975).
- Медаль «30-летие Народной Польши» (1975).
- Серебряная медаль «За заслуги для обороноспособности страны» (1975).
- Заслуженный деятель культуры Польши (1977).
- Офицер Ордена Возрождения Польши (1984).